# Fritz Stiedry
Fritz Stiedry (Viena, 11 de octubre de 1883 - Zúrich, 8 de agosto de 1968) fue un director de orquesta y compositor austriaco.

## Biografía
Mientras estudiaba Derecho en la Universidad de Viena, las capacidades musicales de Stiedry fueron advertidas por Gustav Mahler quien lo nombró su ayudante en la Ópera de la Corte de Viena en 1907. A esto le siguieron otros puestos como ayudante, lo que le llevó a puestos de director en las óperas de Kassel y Berlín.  
En 1933 Stiedry dejó Alemania cuando Adolf Hitler subió al poder. Desde 1934-37 Stiedry fue el director principal de la Orquesta Filarmónica de Leningrado. Stiedry se implicó en ensayos del estreno de la Cuarta Sinfonía de Shostakovich; sin embargo, el estreno se canceló por razones que siguen siendo controvertidas.  Algunos pretenden que Shostakovich consideró a Stiedry incapaz de sacar adelante las complejidades de la sinfonía; sin embargo, otros mantienen que la verdadera razón fue que los oficiales del Partido Comunista presionaron al compositor para que retirara la obra.
En 1937 Stiedry dejó Leningrado y se marchó a los Estados Unidos. Trabajó con la Orquesta Nuevos Amigos de la Música en Nueva York, donde presentó obras abandonadas desde hacía tiempo de Bach, Haydn y Mozart y estrenó Segunda Sinfonía de Cámara de Schönberg. Desde 1945 en adelante, Stiedry regresó a la ópera, dirigiendo a la Ópera Lírica de Chicago y la Metropolitan Opera de Nueva York. Fue cofundador del Taller de Ópera del Hunter College.

## Obras
- Der gerettete Alkibiades, ópera
- Música de cámara

## Literatura
- Holmes, John L. Conductors on record, Victor Gollancz, 1982.
- Handbuch österreichischer Autorinnen und Autoren jüdischer Herkunft 18. bis 20. Jahrhundert. Vol. 3, S-Z. Ed. Österreichische Nationalbibliothek Wien. K. G. Saur, 2002, ISBN 3-598-11545-8, p. 1328.
- Sadie, Stanley. The new Grove dictionary of music and musicians, Macmillan, 1980.
- Lyman, Darryl. Great Jews in Music, J. D. Publishers, 1986.
- Sadie, Stanley; Hitchcock, H. Wiley (Ed.). The New Grove Dictionary of American Music. Grove's Dictionaries of Music, 1986.
- Myers, Kurtz. Index to record reviews 1984–1987, G.K. Hall, 1989.
- Pâris, Alain. Dictionnaire des interpretes et de l'interpretation musicale au XX siecle, Robert Laffont, 1989.